# 上海公交759路
759路是上海市内一条公共汽车线路，由九亭通往莘庄镇。

## 线路开办
20世纪90年代，为配合市政重大工程建设，原上海市公交总公司完成了市政府下达的为民办实事的一批项目，陆续新辟市区日间线路性质的线路四十余条，其中包含为适应上海城市迅速发展的需要而新开辟以“7”字当头3位数的、路别从701至778（其间尚未连号）的一批线路，以为市区边缘地带和新村小区提供乘车方便。759路为这批线路之一。

## 乘客评价
自2007年开始，便有九亭乘客向上海市城市交通管理局投诉，要求759路加车以疏解拥挤和车况不良的状况。
据青年报报导，该线路位列上海某网站评选2010年上海市公交线路最拥挤公交线路排行榜第二名。

## 相关信息
- 上海公交线路列表